# Tania Saulnier
Pour les articles homonymes, voir Saulnier.
 (février 2019).
Si vous disposez d'ouvrages ou d'articles de référence ou si vous connaissez des sites web de qualité traitant du thème abordé ici, merci de compléter l'article en donnant les références utiles à sa vérifiabilité et en les liant à la section « Notes et références ».
Tania Saulnier est une actrice canadienne, née le 5 mars 1982 à Vancouver au Canada[source insuffisante].

## Biographie
Tania Saulnier commence sa carrière au cinéma en 1998.  

## Filmographie

### Cinéma
- 1999 : Limp : Brooklyn
- 2002 : Opération antisèche : une femme
- 2006 : She's the Man : une femme (non créditée)
- 2006 : Horribilis : Kylie Strutemyer
- 2006 : The Wicker Man : attendante
- 2007 : King Rising, au nom du roi : Talwyn
- 2007 : The Invisible : Suzie
- 2008 : Lovers : une amie de George
- 2009 : Conrad the Wise (court métrage) : une starlette
- 2010 : Percy Jackson : Le Voleur de foudre : une fille

### Télévision
- 1998 : Cold Squad, brigade spéciale (épisode Marcey Bennett)
- 1999 : Fenêtre sur meurtre (Téléfim) : Erica
- 1999 : Poltergeist : Les Aventuriers du surnaturel : Vicky (épisode Gaslight)
- 2000 : Ratz (téléfilm) : Blair
- 2000–2002 : Caitlin Montana : Taylor Langford (13 épisodes)
- 2001 : Smallville : Jenna Barnum (épisode Cool)
- 2001 : MTV'S Now What? : Pam (épisode Gilby's Millions)
- 2002 : Special Unit 2 : Urban Princess (épisode The Love)
- 2003 : Ann Rule Presents: The Stranger Beside Me (téléfilm) : Sorority Girl[Quoi ?]
- 2005 : Found (Téléfim) : Julia / Catherine
- 2006 : Supernatural : Emily Jorgeson (épisode Scarecrow)
- 2010 : L'Amour XXL (Téléfim) : Angie